# Leomil (Moimenta da Beira)
Leomil ist eine Gemeinde (Freguesia) im portugiesischen Kreis Moimenta da Beira. In ihr leben 1131 Einwohner (Stand 19. April 2021).